# Oscar Wester
Oscar Wester (ur. 21 czerwca 1995 w Sztokholmie) – szwedzki narciarz dowolny, specjalizuje się w slopestyle'u.
W zawodach Pucharu Świata zadebiutował 12 stycznia 2013 roku w Copper Mountain, zajmując 51. miejsce. Pierwsze punkty wywalczył niecały miesiąc później, 8 lutego 2013 roku w Silvaplanie, kończąc rywalizację na czwartej pozycji. Na podium zawodów tego cyklu po raz pierwszy stanął 23 marca 2013 roku w Sierra Nevada, gdzie był drugi. Rozdzielił tam Lymana Curriera z USA i Felixa Stridsberga-Usteruda z Norwegii. Najlepsze wyniki osiągnął w sezonie 2017/2018, kiedy to zajął 17. miejsce w klasyfikacji generalnej, a w klasyfikacji slopestyle'u był trzeci. Trzeci w klasyfikacji slopestyle'u był też w sezonie 2012/2013.
W 2013 roku wystartował na mistrzostwach świata w Voss, gdzie zajął siódme miejsce. Rok później brał udział w igrzyskach olimpijskich w Soczi, zajmując osiemnaste miejsce. Brał też udział w igrzyskach olimpijskich w Pjongczangu, gdzie był jedenasty.

## Osiągnięcia

### Igrzyska olimpijskie
| Miejsce | Dzień     | Rok  | Miejscowość | Konkurencja | Zwycięzca        |
| ------- | --------- | ---- | ----------- | ----------- | ---------------- |
| 18.     | 13 lutego | 2014 | Soczi       | Slopestyle  | Joss Christensen |
| 11.     | 18 lutego | 2018 | Pjongczang  | Slopestyle  | Øystein Bråten   |

### Mistrzostwa świata
| Miejsce | Dzień    | Rok  | Miejscowość | Konkurencja | Zwycięzca       |
| ------- | -------- | ---- | ----------- | ----------- | --------------- |
| 7.      | 9 marca  | 2013 | Voss        | Slopestyle  | Thomas Wallisch |
| 17.     | 2 lutego | 2019 | Park City   | Big Air     | Fabian Bösch    |
| 10.     | 6 lutego | 2019 | Park City   | Slopestyle  | James Woods     |
| 40.     | 13 marca | 2021 | Aspen       | Slopestyle  | Andri Ragettli  |

### Puchar Świata

#### Miejsca w klasyfikacji generalnej
- sezon 2012/2013: 35.
- sezon 2013/2014: 55.
- sezon 2015/2016: 64.
- sezon 2016/2017: 125.
- sezon 2017/2018: 17.

#### Miejsca na podium w zawodach
1. Sierra Nevada – 23 marca 2013 (slopestyle) – 2. miejsce
2. Mönchengladbach – 1 grudnia 2017 (big air) – 2. miejsce
3. Font-Romeu – 23 grudnia 2017 (slopestyle) – 1. miejsce